# Monasterio de Piedra
Monasterio de Piedra är en park i Spanien.   Den ligger i provinsen Provincia de Zaragoza och regionen Aragonien, i den centrala delen av landet, 180 km nordost om huvudstaden Madrid. Monasterio de Piedra ligger 741 meter över havet.
Terrängen runt Monasterio de Piedra är huvudsakligen lite kuperad. Monasterio de Piedra ligger nere i en dal. Runt Monasterio de Piedra är det mycket glesbefolkat, med 2 invånare per kvadratkilometer. Närmaste större samhälle är Ateca, 15,5 km norr om Monasterio de Piedra. Omgivningarna runt Monasterio de Piedra är i huvudsak ett öppet busklandskap.